# Guevorg Garibian
Guevorg Garibian –en armenio, Գևորգ Ղարիբյան– (11 de diciembre de 1994) es un deportista armenio que compite en lucha grecorromana.
Ganó dos medallas en el Campeonato Europeo de Lucha, oro en 2020 y bronce en 2022, en la categoría de 60 kg.

## Palmarés internacional
| Campeonato Europeo | Campeonato Europeo | Campeonato Europeo | Campeonato Europeo |
| Año                | Lugar              | Medalla            | Categoría          |
| ------------------ | ------------------ | ------------------ | ------------------ |
| 2020               | Roma (Italia)      | Medalla de oro     | 60 kg              |
| 2022               | Budapest (Hungría) | Medalla de bronce  | 60 kg              |